# La reconstrucción (película)
La reconstrucción es una película dramática argentina de 2013 escrita y dirigida por Juan Taratuto y protagonizada por Diego Peretti, Claudia Fontán y Alfredo Casero. Inspirándose en una experiencia personal, el director se alejó por primera vez de género de comedia de sus anteriores trabajos.
La producción se llevó a cabo en Ushuaia y Río Grande durante el año 2012. La reconstrucción ganó el Premio Sur al mejor guion original y el premio FIPRESCI a la mejor película en la Semana Internacional de Cine de Valladolid.

## Argumento
Eduardo (Diego Peretti), un solitario y obsesivo empleado de una empresa petrolera de Río Grande, se traslada por unos días a Ushuaia a pedido de un viejo amigo, Mario (Alfredo Casero), dueño de un negocio. Debido a una enfermedad terminal de Mario, la estadía de Eduardo se prolonga y debe interrumpir su solitaria rutina para ayudar en el negocio familiar y vincularse con la esposa e hijas adolescentes de Mario.

## Reparto
- Diego Peretti como Eduardo.
- Claudia Fontán como Andrea.
- Alfredo Casero como Mario.
- María Casali como Ana.
- Eugenia Aguilar como Cata.
- Ariel Pérez como Jefe Yacimiento.
- Rafael Solano como Gendarme.
- Matías Cabrera como Luis.
- Andrea Riccini como Profesora.